# Campeonato Peruano de Fútbol de 1946
El Campeonato Peruano de Fútbol de 1946, denominado como «XXV Campeonato de Selección y Competencia», fue la edición número 30 de la Primera División del Perú y contó con la participación de ocho equipos en tres ruedas. El campeón nacional fue Universitario. Mientras que Centro Iqueño descendió a la Segunda División 1947.
Los cremas consiguieron su primer bicampeonato anotando 59 tantos, especialmente a través de su goleador Víctor Espinoza, quien convirtió 18 veces siendo el segundo goleador del torneo. La "U" consiguió dos resultados inusuales en el futbol: venció por 6-5 a Sporting Tabaco en la primera rueda y 6-4 a Sport Boys en la tercera rueda.

## Formato
El torneo se jugó a tres ruedas en sistema de todos contra todos y se otorgaba dos puntos por partido ganado, un punto por partido empatado y ninguno por partido perdido. 
G: 2, E: 1, P: 0

## Ascensos y descensos
Sport Boys, último lugar de la Primera División 1945, y Santiago Barranco, primer lugar de la Segunda División de 1945, definieron la Rueda de Promoción, con victoria del Boys. Por lo que no hubo modificación de clubes respecto a la temporada anterior.

## Equipos
| Club                      | Ciudad | Entrenador        |
| ------------------------- | ------ | ----------------- |
| Alianza Lima              | Lima   | Adelfo Magallanes |
| Atlético Chalaco          | Callao | Juan Bulnes       |
| Centro Iqueño             | Lima   | Alfonso Huapaya   |
| Deportivo Municipal       | Lima   | Juan Valdivieso   |
| Sport Boys                | Callao | José Arana        |
| Sporting Tabaco           | Lima   | Rodolfo Ortega    |
| Sucre FBC                 | Lima   | Abelardo Robles   |
| Universitario de Deportes | Lima   | Arturo Fernández  |

## Tabla de posiciones
| Pos. | Club                | PJ | PG | PE | PP | GF | GC | DG  | Pts. |
| ---- | ------------------- | -- | -- | -- | -- | -- | -- | --- | ---- |
| 1    | Universitario       | 21 | 11 | 5  | 5  | 59 | 44 | +15 | 27   |
| 2    | Deportivo Municipal | 21 | 11 | 4  | 6  | 54 | 39 | +15 | 26   |
| 3    | Sport Boys          | 21 | 7  | 9  | 5  | 50 | 44 | +6  | 23   |
| 4    | Sucre FBC           | 21 | 7  | 9  | 5  | 35 | 36 | -1  | 23   |
| 5    | Alianza Lima        | 21 | 8  | 5  | 8  | 51 | 44 | +7  | 21   |
| 6    | Atlético Chalaco    | 21 | 6  | 5  | 10 | 40 | 43 | -3  | 17   |
| 7    | Sporting Tabaco     | 21 | 7  | 3  | 11 | 55 | 71 | -16 | 17   |
| 8    | Centro Iqueño       | 21 | 4  | 6  | 11 | 36 | 59 | -23 | 14   |

|  | Campeón                          |
|  | Descenso a Segunda División 1947 |

## Campeón
|                         |
| Campeón Nacional        |
| Universitario 6º título |
|                         |

## Resultados

### Fecha 1 a la 14
| Local \ Visitante   | ALI | CHA | IQU | MUN | SBA | TAB | SUC | UNI |
| ------------------- | --- | --- | --- | --- | --- | --- | --- | --- |
| Alianza Lima        |     | 2–2 | 7–0 | 4–1 | 2–7 | 5–1 | 1–1 | 3–0 |
| Atlético Chalaco    | 2–1 |     | 4–0 | 2–1 | 3–1 | 2–2 | 1–1 | 2–5 |
| Centro Iqueño       | 3–4 | 0–3 |     | 2–1 | 0–1 | 3–3 | 1–1 | 3–4 |
| Deportivo Municipal | 4–0 | 3–2 | 3–3 |     | 0–2 | 4–2 | 1–1 | 4–2 |
| Sport Boys          | 3–3 | 4–4 | 1–1 | 2–3 |     | 3–2 | 4–0 | 4–4 |
| Sporting Tabaco     | 4–3 | 5–4 | 2–3 | 1–6 | 3–0 |     | 1–2 | 5–6 |
| Sucre               | 4–1 | 1–0 | 2–0 | 2–2 | 1–1 | 3–1 |     | 3–4 |
| Universitario       | 1–2 | 2–0 | 4–1 | 2–3 | 1–1 | 4–1 | 1–1 |     |

### Fecha 15 a la 21
| Local \ Visitante   | ALI | CHA | IQU | MUN | SBA | TAB | SUC | UNI |
| ------------------- | --- | --- | --- | --- | --- | --- | --- | --- |
| Alianza Lima        |     | 2–0 |     | 1–2 | 1–1 |     | 5–2 |     |
| Atlético Chalaco    |     |     | 2–2 |     | 2–0 | 3–4 | 1–2 |     |
| Centro Iqueño       | 2–1 |     |     | 1–4 | 3–3 | 4–5 |     |     |
| Deportivo Municipal |     | 1–0 |     |     |     | 5–6 |     | 1–1 |
| Sport Boys          |     |     |     | 2–1 |     |     | 3–3 | 4–6 |
| Sporting Tabaco     | 4–3 |     |     |     | 1–3 |     |     | 1–4 |
| Sucre               |     |     | 1–2 | 1–4 |     | 1–1 |     | 2–1 |
| Universitario       | 0–0 | 4–1 | 3–2 |     |     |     |     |     |

## Máximos goleadores
| Jugador         | Equipo                    | Goles |
| --------------- | ------------------------- | ----- |
| Valeriano López | Sport Boys                | 22    |
| Víctor Espinoza | Universitario de Deportes | 18    |
| Lolo Fernández  | Universitario de Deportes | 15    |